# Mary Holiday Black
Mary Holiday Black (1934 - 13 de diciembre de 2022) fue una cestera y tejedora textil navajo de Halchita (Utah). Durante la década de 1970, en respuesta a un largo declive de la cestería navajo, Black desempeñó un papel clave en el renacimiento de la cestería navajo experimentando con nuevos diseños y técnicas, siendo pionera en un nuevo estilo de cestas navajo conocidas como "cestas de historias".
En 1995, Black se convirtió en la primera artista navajo y de Utah en recibir una Beca del Patrimonio Nacional del Fondo Nacional para las Artes. Sus cestas han aparecido en colecciones y exposiciones de todo Utah.

## Biografía

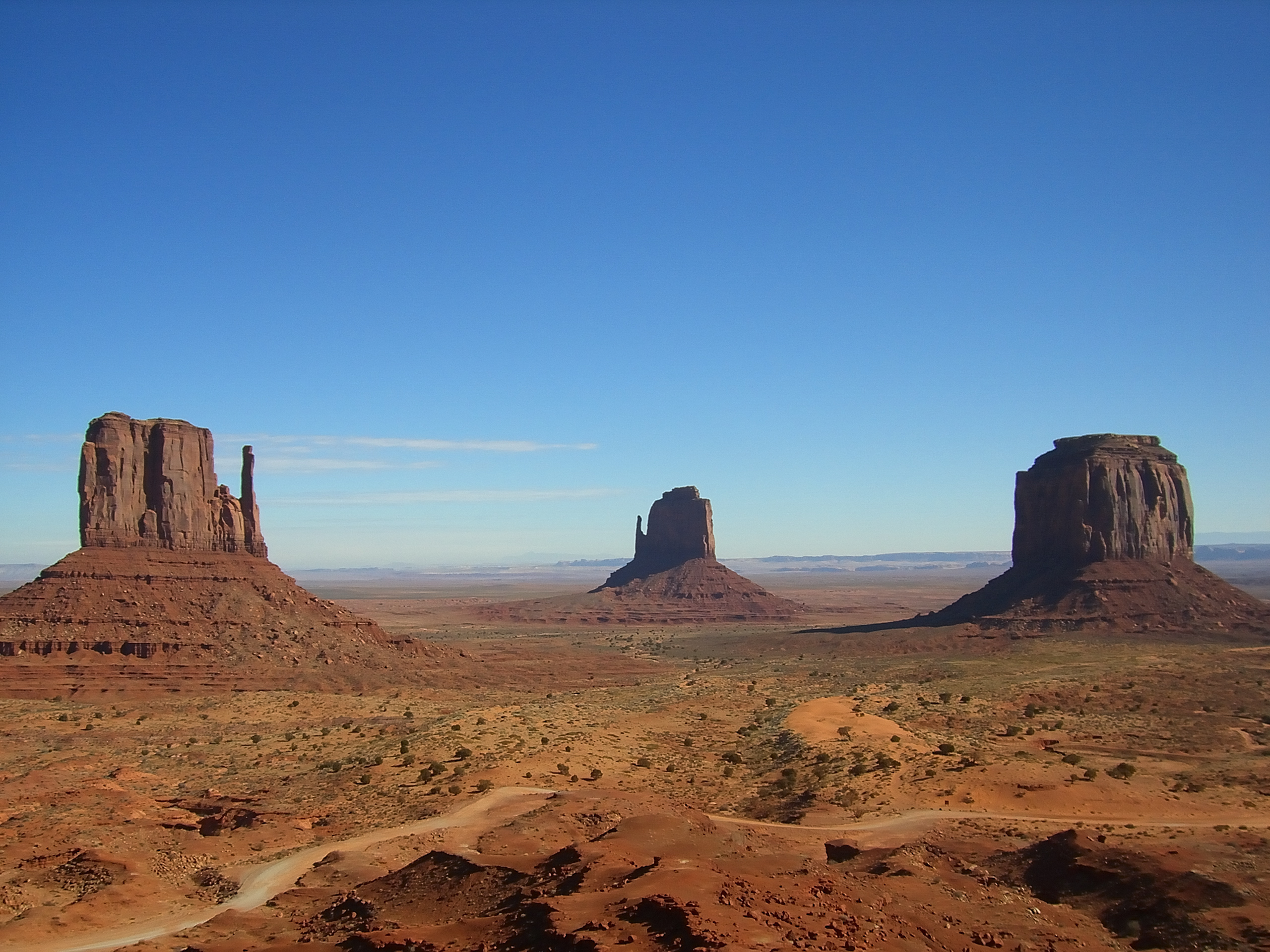
Valle de los Monumentos, Utah

Mary Holiday nació alrededor de 1934, hija de Teddy y Betty Holiday, en el Valle de los Monumentos, en Utah. Tenía seis hermanos y, como hija mayor, debía quedarse en casa y ocuparse de la casa. Nunca fue a la escuela. Cuando Black tenía 11 años, aprendió cestería con un pariente de su abuela.
En la década de 1950 se casó con Jessie Black, con quien tuvo 11 hijos. Jessie murió en 1994. Black transmitió sus habilidades como tejedora a nueve de sus hijos, y varios de ellos se han convertido en respetados cesteros, como Jamison Black y Sally Black.
Black sólo hablaba la lengua navajo y nunca aprendió inglés. Utilizaba un intérprete cuando era necesario.

## Papel en el resurgimiento de la cestería
Durante la primera mitad del siglo XX, cada vez menos navajos tejían cestas. El tejido de alfombras se había convertido en una mejor fuente de ingresos para las mujeres que la cestería, y en la década de 1960 sólo quedaba un puñado de cesteros navajos. Para las ceremonias, importaban cestas de los cercanos Ute y Paiute.
Aunque la cestería navajo tradicional se hacía con tiras de corteza de zumaque, en los años setenta Black contribuyó al renacimiento de la cestería navajo, experimentando con nuevos diseños y técnicas. Sus innovaciones incluyeron la ampliación del tamaño de las cestas ceremoniales, el uso de tintes vegetales para crear colores más sutiles, la incorporación de motivos de la antigua cerámica indígena del suroeste y del arte rupestre, y la utilización de imágenes religiosas navajo para tejer narraciones visuales en sus cestas. Black se dio a conocer como pionera de las "cestas de historias" navajo, tejiendo temas como "Colocando las estrellas" y "Mujer oso cambiante", inspirados en la historia oral navajo. Aunque algunos miembros de la comunidad navajo se mostraron escépticos al principio por la forma en que Black alteraba las prácticas de cestería tradicionales, su trabajo fue ganando aceptación con el tiempo.
En 1993, Black recibió el Premio del Gobernador de Utah para las Artes. En 1995, el Fondo Nacional de las Artes le concedió la Beca del Patrimonio Nacional. Fue la primera artista de Utah y la primera navajo en recibirla. Black ha sido llamada "la matriarca de la cestería navajo".
En 2006, Black participó en el Smithsonian Folklife Festival. En enero de 2013, las cestas de la familia Black formaron parte de "Weaving a Revolution: A Celebration of Contemporary Navajo Baskets", la primera gran exposición museística sobre la cestería navajo. La obra de Black ha aparecido en el Museo de Historia Natural de Utah, la Universidad Estatal de Utah Eastern, el Museo Indio del Condado de Lake, y la Colección de Artes Folclóricas del Estado de Utah.
Black murió el 13 de diciembre de 2022.